# شین وست
شین وست (انگلیسی: Shane West؛ زاده ۱۰ ژوئن ۱۹۷۸) هنرپیشه اهل ایالات متحده آمریکا است. وی از سال ۱۹۹۵ میلادی تاکنون مشغول فعالیت بوده‌است.
از فیلم‌هایی که وی در آن نقش داشته‌است، می‌توان به پیاده‌روی به‌یادماندنی، هر چی لازم باشه، مستأجر، آسمان سرخ و انجمن نجیب‌زادگان عجیب اشاره کرد. همچنین او در سریال گاتهام در نقش بین ظاهر شده‌است.